# Maddalena, zero in condotta
Maddalena, zero in condotta is een Italiaanse filmkomedie uit 1940 onder regie van Vittorio De Sica.

## Verhaal
Een Italiaans kostschoolmeisje wil indruk maken op haar vriendinnetjes met een liefdesbrief van haar fictieve Duitse aanbidder. Ze bereikt op die manier een man die wel degelijk bestaat en die haar een bezoekje komt brengen.

## Rolverdeling
| Acteur            | Personage        |
| ----------------- | ---------------- |
| Vittorio De Sica  | Alfredo Hartman  |
| Vera Bergman      | Elisa Malgari    |
| Carla Del Poggio  | Maddalena Lenci  |
| Irasema Dilián    | Eva Barta        |
| Amelia Chellini   | Schoolhoofd      |
| Pina Renzi        | Mevrouw Varzi    |
| Paola Veneroni    | Varghetti        |
| Dora Bini         | Caricati         |
| Enza Delbi        | Leerlinge        |
| Roberto Villa     | Stefano Armani   |
| Armando Migliar   | Malesci          |
| Guglielmo Barnabò | Emilio Lenci     |
| Giuseppe Varni    | Amilcare Bondani |
| Arturo Bragaglia  | Sila             |